# Max Grodénchik

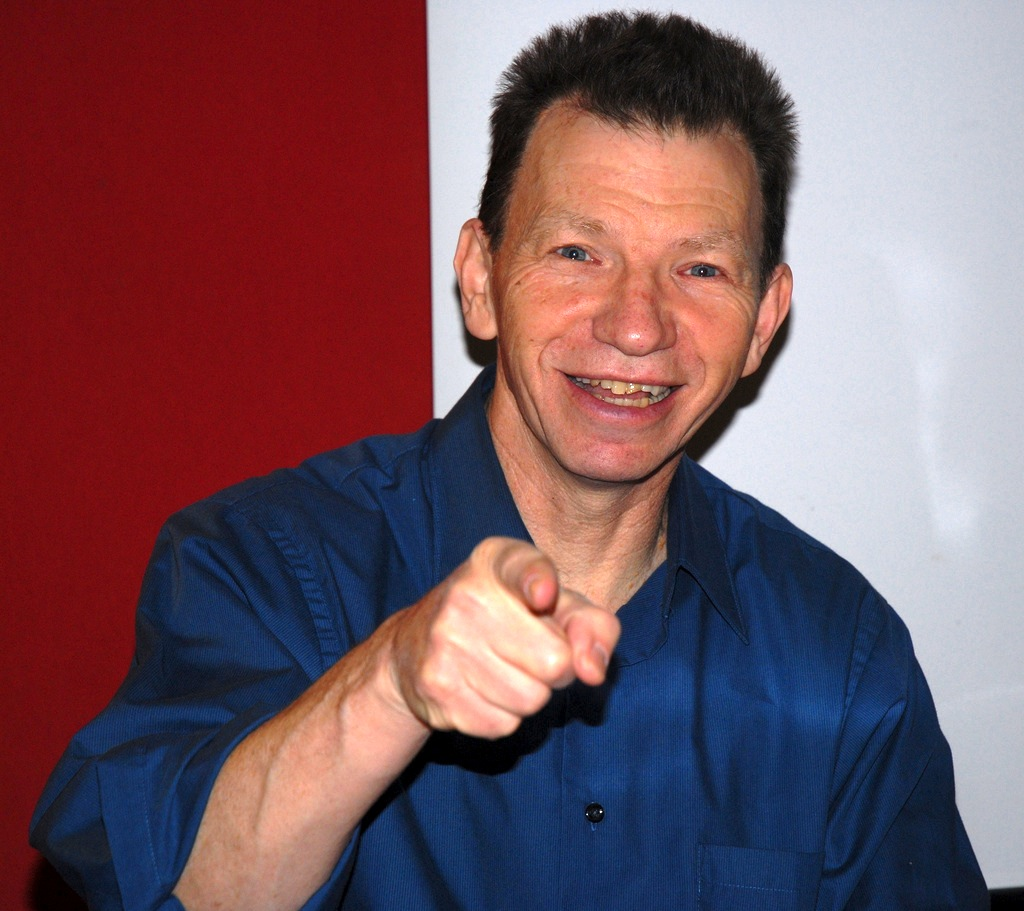
Max Grodénchik (2009)

Max Grodénchik (* 12. November 1952 in Queens, New York, Vereinigte Staaten) ist ein US-amerikanischer Schauspieler.

## Leben
Nach dem Abschluss der Ausbildung zum Schauspieler wirkte Grodénchik zunächst nur in kleineren Film- und Serienrollen mit. Unter anderem hatte er Nebenparts in den Filmen Barton Fink, Apollo 13 und Rocketeer.
Mit dem durch die Serie Raumschiff Enterprise: Das nächste Jahrhundert beginnenden Science-Fiction-Boom bekam Grodénchik dann feste Rollen in Serien, die im Star-Trek-Universum spielten. In Raumschiff Enterprise: Das nächste Jahrhundert war seine geringe Körpergröße von Nutzen und er erhielt in einzelnen Episoden jeweils die Rolle eines Ferengi. Dies war dann auch ausschlaggebend für Star Trek: Deep Space Nine, wo er eine feste Rolle bekam. Er sollte wiederum einen Ferengi spielen, die Rolle des Barmannes Quark ging jedoch an Armin Shimerman und Grodénchik bekam die für ihn geschaffene Rolle von dessen Bruder Rom, den er sieben Jahre lang verkörperte. Zwischenzeitlich hatte er auch einen kleinen Gastauftritt in einem der Kinofilme: In Star Trek: Der Aufstand verkörperte er einen Trill in der Schiffsbibliothek.
Nach dem Ende von Deep Space Nine war Grodénchik dann wieder hauptsächlich in Episoden verschiedener Fernsehserien zu sehen. Aufgrund seiner Verbundenheit zur Serie Deep Space Nine trat er in den folgenden Jahren auch regelmäßig als Gast auf verschiedenen nationalen und internationalen Star-Trek-Conventions auf.
Grodénchik spricht fließend deutsch und französisch. Er wohnt in Nußbach, im Bezirk Kirchdorf.

## Filmografie (Auswahl)
- 1990, 1992: Raumschiff Enterprise: Das nächste Jahrhundert (Star Trek: The Next Generation, Fernsehserie, 2 Folgen)
- 1991: Barton Fink
- 1991: Rocketeer
- 1991: Der beste Spieler weit und breit – Sein höchster Einsatz (The Gambler Returns: The Luck of the Draw, Fernsehfilm)
- 1992: Sister Act – Eine himmlische Karriere (Sister Act)
- 1993–1999: Star Trek: Deep Space Nine (Fernsehserie, 37 Folgen)
- 1993: Die Wiege der Sonne (Rising Sun)
- 1995: Apollo 13
- 1996: Rumpelstiltskin
- 1996: Sliders – Das Tor in eine fremde Dimension (Sliders, Fernsehserie, eine Folge)
- 2000: Die Abenteuer von Rocky & Bullwinkle (The Adventures of Rocky & Bullwinkle)
- 2003: Emergency Room – Die Notaufnahme (ER, Fernsehserie, eine Folge)
- 2003: Bruce Allmächtig (Bruce Almighty)
- 2004: Crossing Jordan – Pathologin mit Profil (Crossing Jordan, Fernsehserie, eine Folge)
- 2004: Six Feet Under – Gestorben wird immer (Six Feet Under , Fernsehserie, eine Folge)
- 2005: Jake in Progress (Fernsehserie, eine Folge)
- 2007: King of California
- 2007: Hustle – Unehrlich währt am längsten (Fernsehserie, eine Folge)
- 2011: CSI: Den Tätern auf der Spur (CSI: Crime Scene Investigation, Fernsehserie, eine Folge)
- 2014: Wienerland (Fernseh-Miniserie)
- 2018: Glossary of Broken Dreams
- 2019: Strawberry Moments
- 2024: Hacking at Leaves